# قسم جلغة الريفي (مقاطعة بهاباد)
قسم جلغة الريفي (بالفارسية: دهستان جلگه) هي منطقة سكنية تقع في إيران في قسم. يقدر عدد سكانها بـ 3,785 نسمة .